# Примална терапија
Примална терапија је вид терапеутске технике у којој се процес терапије темељи на „тоталној регресији” и абреаговању мучних и болних доживљаја још из пренаталне фазе развоја и најранијег периода одојчета. Ови доживљаји, ма колико били мучни и болни, морају се поново преживети, тј. клијент мора поново да дође у додир са потиснутом прималном траумом, како би се кроз примални крик ослободио, са њом повезаних, непријатних емоција. Крајњи циљ прималне терапије није јачање ега, него ослобађање од лажног, нестварног ја и постизање првобитног јединства личности.